# Carmelo Zammit
Carmelo Zammit (Gudia, 19 dicembre 1949) è un vescovo cattolico e teologo maltese, vescovo di Gibilterra dal 24 giugno 2016.

## Biografia
Carmelo Zammit è nato nel comune maltese di Gudia nel 1949. Dopo gli studi superiori, portati a termine nel 1967, si è laureato in filosofia, lingua italiana ed economia all'Università di Malta, nel 1974. Nello stesso anno è stato ordinato sacerdote nella Concattedrale di San Giovanni dall'allora arcivescovo metropolita di Malta monsignor Michael Gonzi. Successivamente, il prelato si è trasferito in Italia, dove ha ottenuto un'altra laurea in teologia e diritto canonico presso la Pontificia Università Lateranense di Roma. 
Dopo essere stato parroco in due parrocchie di Gibilterra e in una parrocchia maltese, è stato nominato prelato d'onore di Sua Santità da papa Giovanni Paolo II. In seguito è entrato a far parte del capitolo metropolitano della suddetta concattedrale di San Giovanni e della cattedrale di Medina. Il 24 giugno 2016 è stato nominato vescovo di Gibilterra, succedendo al vescovo Ralph Eskett, nominato vescovo di Hallam.
Ha ricevuto l'ordinazione episcopale per imposizione delle mani del cardinale Vincent Nichols, co-consacranti il vescovo di  Hallam, nonché suo predecessore, Ralph Eskett e l'arcivescovo metropolita di Malta Charles Scicluna.

## Genealogia episcopale
La genealogia episcopale è:
- Cardinale Scipione Rebiba
- Cardinale Giulio Antonio Santori
- Cardinale Girolamo Bernerio, O.P.
- Arcivescovo Galeazzo Sanvitale
- Cardinale Ludovico Ludovisi
- Cardinale Luigi Caetani
- Cardinale Ulderico Carpegna
- Cardinale Paluzzo Paluzzi Altieri degli Albertoni
- Papa Benedetto XIII
- Papa Benedetto XIV
- Papa Clemente XIII
- Cardinale Marcantonio Colonna
- Cardinale Giacinto Sigismondo Gerdil, B.
- Cardinale Giulio Maria della Somaglia
- Cardinale Carlo Odescalchi, S.I.
- Cardinale Costantino Patrizi Naro
- Cardinale Serafino Vannutelli
- Cardinale Domenico Serafini, Cong. Subl. O.S.B.
- Cardinale Pietro Fumasoni Biondi
- Arcivescovo Filippo Bernardini
- Vescovo Franziskus von Streng
- Arcivescovo Bruno Bernard Heim
- Cardinale George Basil Hume, O.S.B.
- Cardinale Vincent Gerard Nichols
- Vescovo Carmelo Zammit